# Ханджери, Николай Телемахович
Князь Николай Хангерли (Ханджери) (6 (18) декабря 1836 — 7 (20) декабря 1900) — прусский юрист и политик; депутат рейхстага и член Палаты представителей.

## Биография
Родился 6 (18) декабря 1836 года в семье дипломата действительного статского советника Телемаха Александровича Ханджери (1797—1850) и Каролины Григорьевны Глазенап (1797—1879). Его дедом по отцовской линии был Александр Хангерли — господарь Молдавского княжества; дедом по материнской линии — сибирский генерал-губернатор генерал-лейтенант Г. И. Глазенап (1751—1819) .
Когда Николаю было девять лет, семья переехала в Дрезден, позже в Берлин. В апреле 1851 года принял прусское подданство и в том же году начал учиться в берлинской гимназии Фридриха Вильгельма, где приобрёл всесторонние знания географии и истории, а также изучал латынь, греческий и французский языки. С 1854 по 1857 год изучал право в Берлине и Бонне и 20 июня 1857 года получил учёную степень доктор обоих прав.
С 1857 по 1861 год служил в Гвардейском кирасирском полку и вышел в отставку по состоянию здоровья в звании лейтенанта.
В 1861—1863 годах служил в Берлинском апелляционном суде. Затем, в течение года стажировался во Франции. После возвращения, 28 мая 1864 года сдал государственный стажёрский экзамен в Потсдаме и продолжил государственную службу; 29 октября 1867 года сдал главный государственный экзамен по юриспруденции и 25 ноября 1867 года был назначен правительственным асессором. С декабря 1867 по март 1868 года был ландратом в районе Ютербог-Луккенвальде. С 1868 по 1870 год Ханджери возглавлял отдел церквей и школ Потсдамского областного совета и одновременно был ландратом в Тельтове. С 1869 года он также работал в Министерстве сельского хозяйства, владений и лесного хозяйства и в управлении королевской полиции в Берлине.
В 1869—1871 годах был представителем 10-го Потсдамского избирательного округа Тельтов-Бесков-Сторков в Рейхстаге.
С 1870 по 1876 год был членом Палаты представителей Пруссии. В 1877 году был назначен королевским камергером. С 1879 по 1882 год он снова был членом Палаты представителей Пруссии. С 13 августа 1870 до 1885 года был управляющим округа Тельтов. С 1881 по 1893 год он снова был депутатом рейхстага от 10-го избирательного округа.
Был уволен с государственной службы 1 апреля 1895 года.
Умер в Дрездене 24 ноября (7 декабря) 1900 года и был похоронен на кладбище церкви Святого Матфея в Берлине, в наследственном захоронении на восточной стене кладбища, которое он сам приобрёл после смерти своей матери в 1879 году.
Его именем названа улица Prinz-Handjery-Straße в районе Адлерсхоф в Берлине.

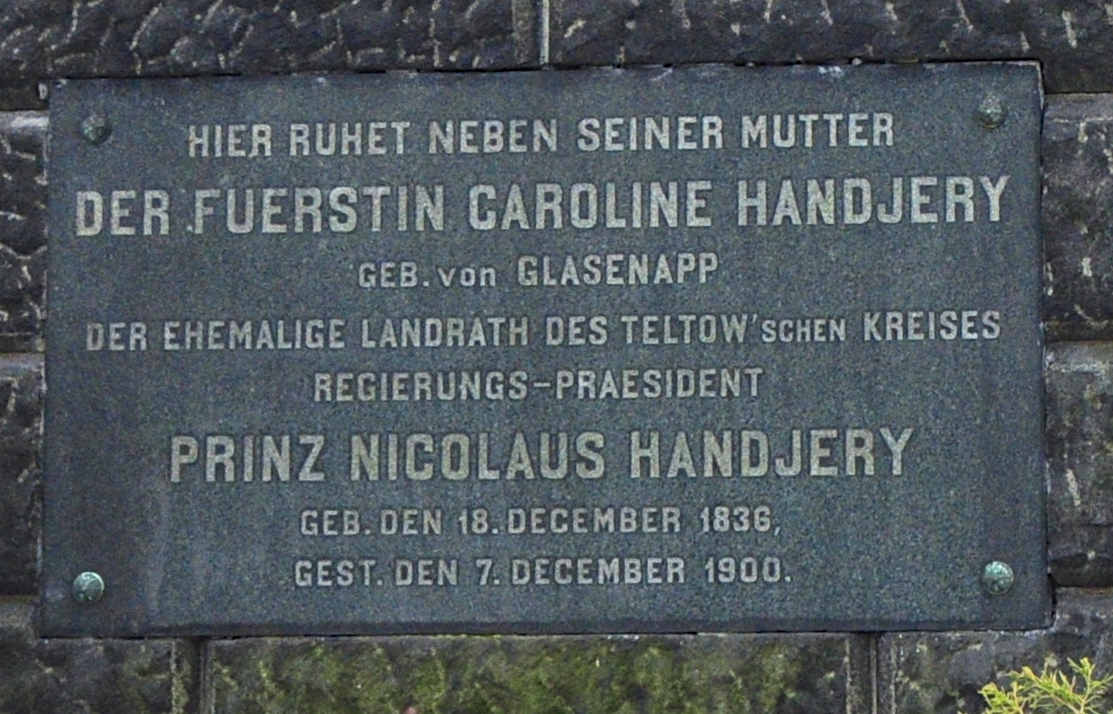
Могильная плита на кладбище церкви Святого Матфея в Берлине

## Награды
- орден Красного орла 4-й ст. (28.07.1875)
- орден Красного орла 3-й ст. (18.01.1887)
- орден Красного орла 2-й ст. (23.03.1890; дубовые листья к ордену — 11.03.1895)
- австрийский орден Франца Иосифа (19.09.1890)
- орден короля Саксонии Альберта, командор 1 класса (30.09.1890)